# استر اونودی
استر اونودی (انگلیسی: Eszter Ónodi؛ زادهٔ ۱۷ فوریهٔ ۱۹۷۳) بازیگر اهل مجارستان است.
از فیلم‌ها یا برنامه‌های تلویزیونی که وی در آن نقش داشته‌است، می‌توان به نوعی آمریکا اشاره کرد.